# Добкін Михайло Маркович
До́бкін Миха́йло Ма́ркович, (нар. 26 січня 1970, Харків) — проросійський український політик, міський голова Харкова (2006-2010), член Партії регіонів (до 2014), депутат Верховної Ради України VIII скликання (2014-2019), диякон УПЦ (МП) (2022-до т.ч.).
Колишній голова Харківської обладміністрації (з 18 березня 2010 по 2 березня 2014). Кандидат в Президенти України 2014 року як самовисуванець.

## Життєпис
Народився в родині Добкіна Марка Мойсейовича (1947 — 2016) та Добкіної Алли Миколаївни (1947 р. н.). Після середньої школи у 1987 році працював на підприємстві.
У 1988—1990 проходив військову службу у військах протиповітряної оборони Київського військового округу. Під час служби був нагороджений грамотою командувача ППО.
З 1993 працював на виробничому підприємстві «Прогрес-90». Нетривалий час значився керівником ПП «Інвестторгцентр».
1997 вступив на навчання до Університету внутрішніх справ на факультет цивільного права. Наступного року був обраний депутатом Харківської міської ради по 73-ому виборчому округу. Займався оптовою торгівлею паливно-мастильних матеріалів з 1999 по 2001, був офіційним керівником компанії «Іст Ойл Груп», де працював його батько. Основним видом діяльності компанії була гуртова торгівля паливно-мастильними матеріалами. «Іст Ойл Груп» була одним з постійних постачальників газового конденсату на нафтопереробні заводи України.
10 березня 2014 ексочільника Харківської ОДА Михайла Добкіна було затримано у Генпрокуратурі «на підставі ухвали Шевченківського райсуду Києва» за переховування від слідства і доправлено в ізолятор тимчасового утримання. Ренат Ахметов виступив з заявою-проханням про захист і звільнення Добкіна під заставу. Шевченківський райсуд Києва обрав міру запобіжного заходу для ексголови Харківської облдержадміністрації Михайла Добкіна як підозрюваного у кримінальній справі щодо «зазіхання на територіальну цілісність України (ч. 2 ст. 110 КК)» у вигляді домашнього арешту.
Відомий прихильністю до символів радянської окупації. Так, в грудні 2019 Добкін купив у Львові барельєф «ордену перемоги» вагою 700 кг, що продавався як брухт, і перевіз його до Харкова. Добкін заявив згодом, що планує «повернути його на місце», коли прийде час.

### Політика

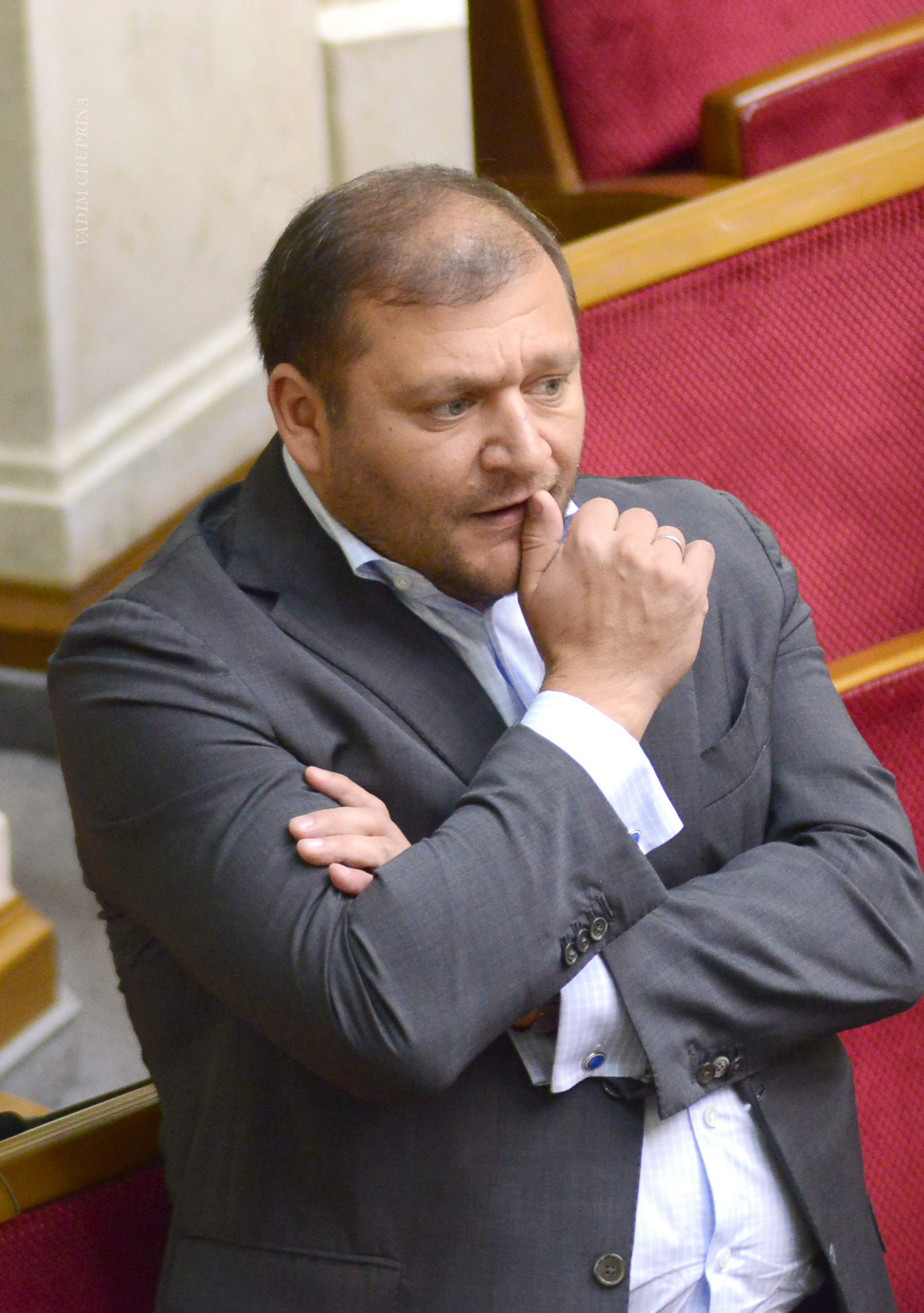
У ВРУ, 4 лютого 2015-го

1998 обраний депутатом Харківської міської ради від виборчого округу 73 Харкова.
2001 створив суспільну організацію «Ведмідь».
2002 став народним депутатом України від 174 одномандатного виборчого округу, брав участь у роботі Бюджетного комітету Верховної Ради. Був членом 5 фракцій Верховної Ради:
1. Єдина Україна
2. «Демократичних ініціатив»,
3. групи «Центр»,
4. СДПУ(о)
5. Партії регіонів.

Став членом Партії Регіонів. Має орден за заслуги 3-го ступеня. 26 березня 2006 обраний мером Харкова. Був удостоєний державних нагород: Ордена «За заслуги» ІІІ ступеня та почесної грамоти Кабінету Міністрів України.

### Голова Харківської обладміністрації
Михайло Добкін призначений головою Харківської обласної державної адміністрації Указом Президента України від 18 березня 2010 року.
31 березня 2010 року утворив і очолив Харківський регіональний комітет з економічних реформ.
У 2013—2014 роках, під час масових акцій протесту в Україні, виступав з різкою критикою Євромайдану. Опозиціонерів він назвав «виродками», а мітингувальників — «веселими клоунами». Був обурений знесенням пам'ятника Леніну в Києві, назвавши їх «рагулями», та організував збір коштів на його відновлення. 19 грудня 2013 року Добкін запропонував перенести столицю України до Харкова.
30 січня 2014 року Добкін прийшов на сесію Харківської облради в чорній футболці з написом «Беркут» та організував збір коштів на лікування міліціонерів, що постраждали під час зіткнень з протестувальниками. Добкін залишився одним з небагатьох голів адміністрації областей, які після Революції гідності, не подали у відставку та не усунулись від виконання своїх обов'язків, не покинули територію країни.
Добкін обраний співголовою «Українського фронту» 1 лютого 2014 року. ВГС «Український фронт» був організатором «З'їзду депутатів південно-східних регіонів України, АК Криму і Севастополя», котрий пройшов у Харкові 22 лютого 2014 року. З'їзд поставив під сумнів легітимність рішень Верховної Ради України і заявив, що південно-східні органи самоврядування беруть на себе відповідальність за забезпечення конституційного порядку на своїй території.
26 лютого 2014 року Добкін написав заяву про звільнення з посади Голови Харківської обласної державної адміністрації у зв'язку з рішенням балотуватися на пост президента України на виборах, призначених на 25 травня 2014 року.
2 березня 2014 року Олександр Турчинов звільнив Добкіна з посади голови Харківської обласної адміністрації. Замість Добкіна призначено Ігоря Балуту.

### Вибори Президента України 2014

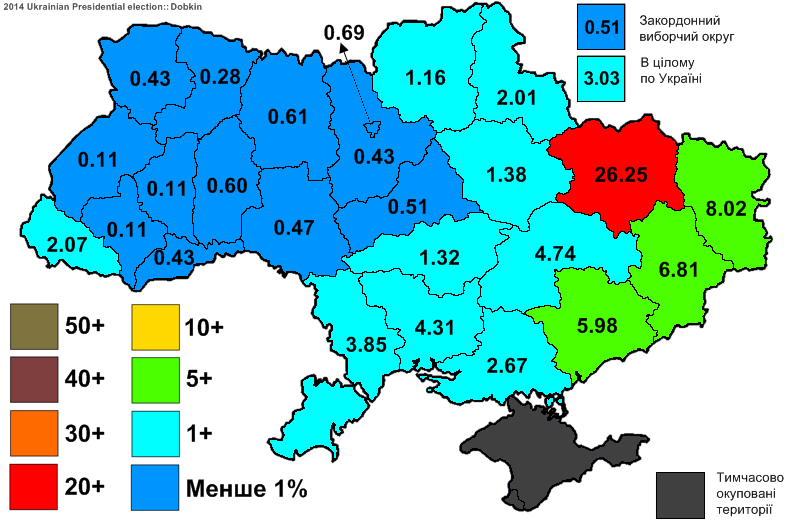
Підтримка на виборах Президента 2014 року

24 лютого 2014 р. заявив про те, що балотуватиметься на посаду Президента України на найближчих виборах. 28 березня Центральна виборча комісія зареєструвала Добкіна кандидатом в президенти як самовисуванця. Того ж дня його кандидатуру підтримали представники 21 парторганізації Партії регіонів, крім запорізької та кіровоградської.
Проведений 29 березня 2014 року з'їзд Партії регіонів проголосував за висунення Михайла Добкіна як єдиного кандидата в президенти України від Партії регіонів. За його кандидатуру проголосувало 315 делегатів. На з'їзді партії Михайло Добкін заявив, що має намір відновити повномасштабні відносини з Росією, обіцяв повернути Крим Україні, а вину за перехід Криму до складу Росії поклав на діючу владу.
28 березня 2014 року Центральна виборча комісія зареєструвала Михайла Марковича Добкіна кандидатом у президенти України.
Михайло Добкін на виборах президента України набрав — 3,03 % голосів (546 138 осіб).

### Депутатство у Верховній Раді
У березні 2014 подав документи до ЦВК для реєстрації його кандидатом у президенти України.
Кандидат на посаду мера Харкова на місцевих виборах у 2020 році.
У новорічному вітанні з 2021 роком Михайло Добкін натякнув на свою участь у позачергових виборах харківського міського голови після смерті Геннадія Кернеса.

### 2022—2024
Добкін закінчив Харківську духовну семінарію московського патріархату. 7 квітня 2022 року в харківському Благовіщенському соборі митрополит Харківський та Богодухівський Онуфрій Легкий висвятив його в сан диякона. Бере активну участь у здійсненні богослужінь.

## Скандали

Країни, де Добкін під санкціями

### Передвиборчий відеозапис 2006
Під час виборчої кампанії до Верховної Ради 27 вересня 2007 на сайті YouTube був розповсюджений неофіційний варіант рекламного відеокліпу за участю мера міста Добкіна та секретаря міської адміністрації Геннадія Кернеса, де вживалася ненормативна лексика. Сам Добкін зізнався, що ролик зняли за 2 роки до його появи у 2007 р. Запис в інтернеті мав велику популярність аудиторії, за першу добу його переглянули близько 145 000 осіб, і в рейтингу YouTube він посів восьме місце з усіх найпопулярніших кліпів у світі. У модифікованому вигляді (без лайки) ролик також показали на місцевих каналах м. Харкова та по одному з центральних каналів України.
Поява відеокліпу викликала політичний скандал в лавах Партії Регіонів, де низка членів партії звинуватила Добкіна в дискредитації партії та міста. Добкіна також звинуватили в тісних зв'язках з Геннадієм Кернесом, який має кримінальне минуле.

### Інциденти в квітні 2014
14 квітня 2014 року Михайла Добкіна у Києві поблизу телеканалу ICTV, куди він прямував на програму «Свобода слова», перестріла юрба людей, яка обсипала його борошном та облила зеленкою, після чого Добкін заявив, що його охоронцям завдано тілесних ушкоджень, а у його машини виявились пробитими колеса.

### Обшук 2016 року
15 вересня 2016 року співробітники Генеральної прокуратури України та Служби безпеки України намагалися провести обшук у будинку, що належить матері Михайла Добкіна. Однак з огляду на те, що в даному будинку був прописаний Михайло Добкін, він є недоторканним, як житло народного депутата України.

### Звинувачення у корупції
13 липня 2017 року позбавлений недоторканності за поданням Генерального Прокурора України через підозри у махінаціях з землею.
У січні 2022 року Харківська торгова фірма Добкіна потрапила у подвійний скандал: Добкіна звинуватили у наймі директора з так званої «ЛНР» (тимчасово окупованого міста Лутугиного), Володимир-Волинською торговою компанією Добкіних керувала мешканка тимчасово окупованих територій України , а також в участі у незаконному постачанні курятини на непідконтрольні території ОРДЛО.

### Погрози політикам
2017 року Добкін бажав смерті тодішньому нардепу Мустафі Найєму.
9 січні 2019 року Добкін погрожував Петру Порошенку в «Твіттері» після того, як його внесли до списку санкцій Росії.
26 листопада 2019 року виступив у прямому ефірі телеканалу ЗІК у програмі, що веде Надія Савченко. Під час виступу він закликав запровадити в Україні воєнний стан та повісити 5-го президента України, народного депутата України Петра Порошенка, ексголову Верховної Ради, нардепа Андрія Парубія, колишнього секретаря РНБО Олександра Турчинова та очільника ВО «Свобода» Олега Тягнибока.

### Скандал з Епікуром
Один із акціонерів Володимир-Волинської птахофабрики Олексій Коваленко та засновник бренду курятини «Епікур» анулював ліцензію на бренд «Епікур» та зняв із продажу продукцію під цією торговою маркою. Причиною стала антиукраїнська позиція іншого акціонера Михайла Добкіна. За даними Коваленка, Добкін співпрацював із «ЛНР» та Росією.

## Особисті дані
Дружина — Добкіна Алла Миколаївна. Виховує чотирьох дітей: трьох доньок — Аллу (1993 р. н.), Єву (2007 р. н.) та Поліну (2010 р. н.), і сина Миколу (2000 р. н.).

## Цитати
З виступу Михайла Добкіна на сесії Харківської обласної ради 30 січня 2014 в підтримку спецпідрозділу «Беркут», ліквідованого 25 лютого 2014:

| Я сьогодні поділяю позицію фракції регіонів Харківської обласної ради і теж одягнув футболку з написом «Беркут», ми підтримуємо не тільки «Беркут», ми підтримуємо всі спецпідрозділи і всіх співробітників міліції, які сьогодні, ризикуючи своїм життям і здоров'ям, охороняють громадський порядок, не допускаючи варварів і вандалів до погрому державних будівель і установ. «...» покидьки, які сьогодні ламають державне майно по всій країні, нічого в своєму житті не збудували, крім куренів, халабуд, а може бути, криївок про всяк випадок — тому, що ми їх туди заженемо з часом. Палити, ламати — це до себе, туди, в бандерштадт[39] |
З виступу 1 лютого 2014 року в ході екстреного Всеукраїнського зльоту первинних партійних організацій Партії регіонів у Харкові під проводом голови харківської облдержадміністрації Михайла Добкіна, на якому створено Український фронт:

| «Купка оскаженілих націоналістів, спустившись з Говерли, озброївшись не лише сценарієм, але і кийками, вирішила, що вони і є той єдиний український демос, який здатний продукувати національну ідею і проголошувати її від імені всього українського народу»[41]. |

## Оцінки діяльності
За словами Ігоря Лосєва, Харків у 1920-х — на початку 1930-х був пов'язаним із українським національним відродженням, а на початку ХІХ століття саме Харківський університет був центром українського патріотизму й національних студій.
|  | Сьогоднішній Харків стараннями «антифашистів» зразка Добкіна-Кернеса застрягло в ментальності сталінізму, в покритій мохом совєтчині, що виступає демонстративним запереченням суверенної Української держави |